# درخت بيد (فريمان)
درخت بيد (بالفارسية: درخت بید) هي قرية تقع في قسم قلندرآباد الريفي في إيران. يقدر عدد سكانها بـ 33 نسمة بحسب إحصاء 2016.